# Homoród község
Homoród község (románul: Comuna Homorod) község Brassó megyében, Romániában. Központja Homoród, beosztott falvai Mirkvásár, Székelyzsombor.

## Népessége
A 2011-es népszámlálás adatai alapján a község népessége 2209 fő volt.